# Destinia maja
Destinia maja är en insektsart som beskrevs av Nast 1952. Destinia maja ingår i släktet Destinia och familjen dvärgstritar. Inga underarter finns listade i Catalogue of Life.